# 硒铁矿
硒铁矿（英语：Achávalite）一种硒化物矿物，属于红砷镍矿组。它只在阿根廷的一个矿山系统中被发现，于1939年首次在硒化物矿床中被发现。典型地区是阿根廷门多萨的卡楚塔山脉（Sierra de Cacheuta）的卡楚塔矿。